# Tarjei Vesaas

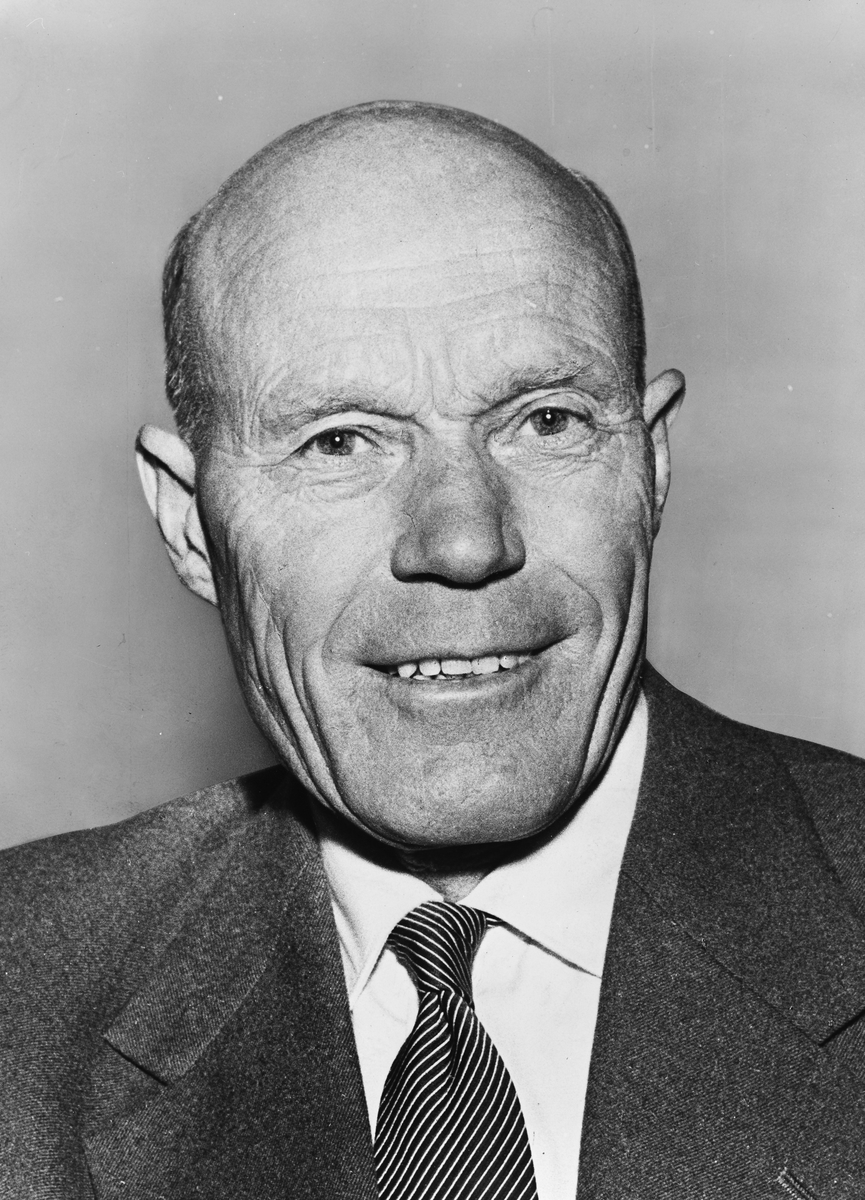
Tarjei Vesaas (1967)

Tarjei Vesaas (* 20. August 1897 in Vinje, Provinz Telemark; † 15. März 1970 in Oslo) war ein norwegischer Romancier, Lyriker und Dramatiker. In seinem Heimatland wird er zu den bedeutendsten Autoren des 20. Jahrhunderts gerechnet; er gilt als Klassiker der Nynorsk-Literatur. Er wurde mehrmals für den Literaturnobelpreis nominiert, ohne jedoch die Auszeichnung zu erhalten.

## Leben

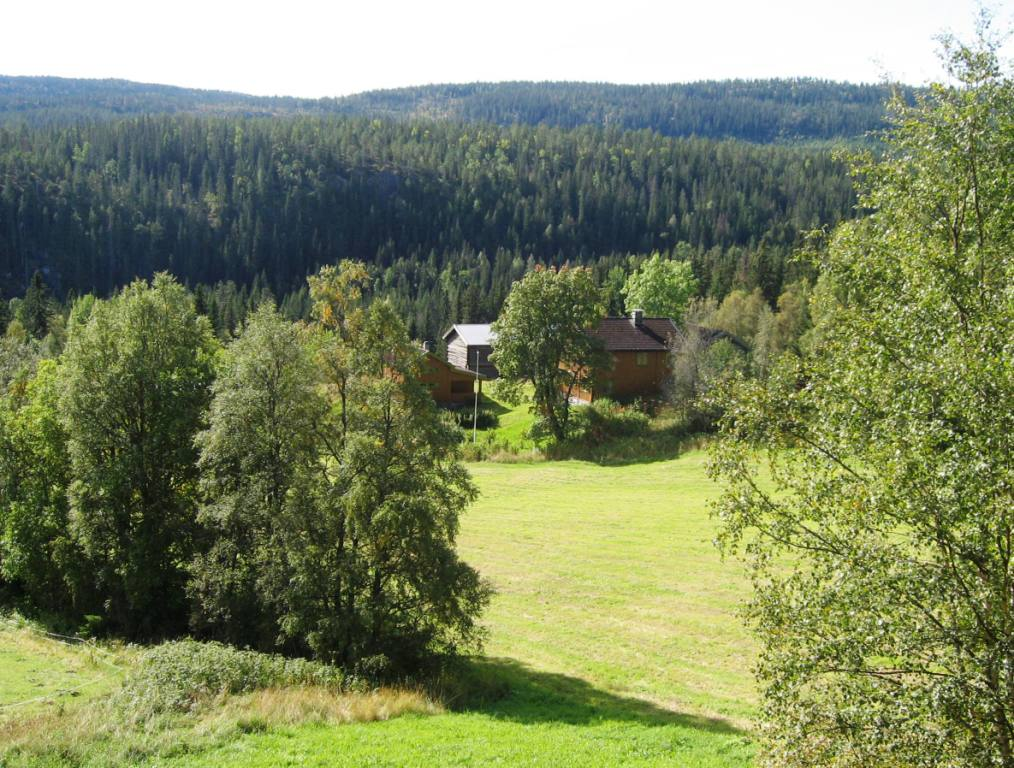
Hof Midtbø in der Telemark

Tarjei Vesaas wuchs auf einem Bauernhof in der Telemark auf. Nach dem Schulabschluss und einem mehrmonatigen Aufenthalt auf der als Internat betriebenen Volkshochschule in Voss lebte er zwischen 1918 und 1919 ein gutes halbes Jahr in Kristiania, dem heutigen Oslo, wo er sich sehr für das Theater interessierte. 1925 bis 1933 unternahm er zahlreiche Reisen in Europa; er wohnte unter anderem in Paris, London und München. Zeit seines Lebens litt er unter dem Schuldgefühl, den eigenen Familienhof entgegen dem Wunsch des Vaters nicht übernommen zu haben. Er isolierte sich phasenweise von jeder Gesellschaft, auch in den dichtbesiedelten europäischen Großstädten, deren „Mahlwerk“ ihn faszinierte und erschreckte. Vesaas las viel, zunächst vor allem Werke von Rudyard Kipling, Knut Hamsun und Selma Lagerlöf, später weitere große europäische Autoren der Moderne. Nachdem er 1934 die Lyrikerin Halldis Moren geheiratet hatte, bezog er mit ihr den Hof Midtbø in seiner Heimatkommune Vinje und lebte dort bis kurz vor seinem Tod.

## Frühwerk
Seine ersten Bücher, die ab 1923 zu erscheinen begannen, weisen vor allem romantisch-lyrische Züge auf. Der Durchbruch gelang ihm mit dem bedeutend realistischeren und spannungsgeladenen Roman Dei svarte hestane (deutsch: Die schwarzen Pferde), den er 1928 publizierte.
Als junger Mann machte der Erste Weltkrieg großen Eindruck auf Vesaas. In seinen ersten Büchern sind bevorstehende große Gefahren und die ständige Bedrohung von Lebensfreude wiederkehrende Motive. Das vom deutschen Expressionismus beeinflusste Schauspiel Ultimatum (geschrieben 1932, uraufgeführt 1934) handelt von den Reaktionen junger Menschen, die einen verheerenden Kriegsausbruch erwarten. Als positive Gegenmächte in seinem Frühwerk treten Kinder, Tiere und verschiedene Elemente der Natur hervor, die jedoch nie idyllisiert werden.
Im Herbst 1940 erschien mit Kimen (wörtlich: Der Keim; älterer deutscher Titel: Nachtwache) sein bis dahin bedeutendstes Werk. Nach einem Gewaltverbrechen auf einer kleinen Insel organisiert die bäuerliche Gesellschaft eine Hetzjagd auf den psychisch instabilen Täter, der schließlich selbst ermordet wird. Die Menschen auf der Insel, die sich in einer Art Massenhysterie gegenseitig zu der Rachetat angetrieben haben, versuchen anschließend auf je ihre Weise, ihr Gewissen zu erleichtern. Der Roman lebt von seinen suggestiven, atmosphärischen Bildern und lässt erstmals den Einfluss einer allegorischen Technik erkennen, die Vesaas nach dem Krieg zur Meisterschaft entwickeln sollte. Schon 1945 versinnbildlichen die bedrohlichen Ereignisse im Roman Huset i mørkret (deutsch: Das Haus in der Dunkelheit) kaum verhüllt die deutsche Okkupation Norwegens.

## Romane nach 1945
Nach dem Zweiten Weltkrieg entwickelte Vesaas, nach einer Formulierung des Kritikers Øystein Rottem, einen „Modernismus mit humanistischem Gesicht“. Ohne dass seine Bücher einer Großstadtkulisse bedürften, beschreiben sie Entfremdungsprozesse, Einsamkeit und ein Gefühl von Unwirklichkeit. Fast immer jedoch gibt es – oft nur angedeutet – ein vitales Element in seiner Dichtung. Der Hang zur Selbstdestruktion, der an mehreren Figuren zu beobachten ist, wird mit Lebenskraft kontrastiert; eine Dimension der Hoffnung gibt es in vielen Werken.
Der 1946 erschienene Roman Bleikeplassen (wörtlich: Die Bleiche; deutscher Titel: Johan Tander) weist mit einem Minimum an äußerer Handlung, einer meisterhaft entfalteten Innenschau, einem vorsichtig integrierten Symbolismus und einer teilweise lyrisch anmutenden Sprache viele typische Elemente von Vesaas' Nachkriegskunst auf. Der Protagonist Johan Tander hat sich von seiner Frau entfremdet und fühlt sich zu einem jungen Mädchen hingezogen, das eine Beziehung zu einem von Tander gehassten Mann unterhält. Tanders Frau versucht die Ehe (und ihren Mann) zu retten, indem sie eines Tages mit großen Buchstaben einen Satz auf eine Hausmauer schreibt: „Um Johan Tander kümmert sich niemand.“ Dies führt zunächst nur dazu, dass er neue Unsicherheit und einen offenen Selbsthass entwickelt, doch allmählich, wenn auch fast zu spät, begreift er, dass seine Frau aus Sorge um ihn gehandelt hat.
Die angsterfüllte Atmosphäre nach der Bombardierung Hiroshimas reflektiert die allegorische Parabel Signalet (deutsch: Das Signal) aus dem Jahr 1950. In einem Bahnhof wartet eine Gruppe von Reisenden auf das Signal zur Weiterfahrt, das allerdings nie gegeben wird. Die Gründe für die Verspätung werden nie genannt. Die Situation des stark existentiell aufgeladenen Wartens erinnert an die Dramatik Samuel Becketts, vor allem an dessen Klassiker Warten auf Godot, der allerdings erst zwei Jahre nach Vesaas' Roman erscheinen sollte.
Sein bis heute international wohl bekanntester Roman, Fuglane (deutsch: Die Vögel) aus dem Jahr 1957, beschreibt den Sonderling Mattis, der von seiner Umgebung als geistig behindert wahrgenommen und verlacht wird. Er lebt abseits der Gesellschaft mit seiner Schwester Hege zusammen, die zugleich klug, fürsorglich und streng ist, aber die Welt ihres feinfühligen Bruders nicht versteht. Mattis versucht sich nützlich zu machen, unter anderem auf einem benachbarten Hof, doch er kann sich immer nur vorübergehend auf seine Arbeit konzentrieren. Eines Tages fliegt eine rufende Waldschnepfe über das Haus der Geschwister. Mattis versteht voller Freude, dass es sich um einen Balzflug handelt: den Schnepfenstrich. Ein Jäger erschießt die Schnepfe, deren Auftauchen für Mattis – für seine Träume und sein Leben – von großer Bedeutung war. Der Tod der Schnepfe und der krachende Einschlag eines Blitzes kündigen symbolhaft den tragischen Schluss des Romans an. Immer wieder ist der stille, mit vielen Phänomenen der Natur vertraute Mattis in Verbindung mit Vesaas selbst gebracht worden, der in Interviews bestätigte, dass er mit dieser Figur „die Situation des Künstlers“ beleuchten wollte und mit gewissen Einschränkungen ein Selbstporträt geschaffen hatte. Der Roman wurde in Polen unter dem Titel Żywot Mateusza erfolgreich verfilmt.
Sein ebenfalls verfilmter, 1963 vollendeter Roman Is-slottet (deutsch: Das Eis-Schloss) erzählt von zwei Mädchen am Rande der Pubertät, von ihrer zarten Freundschaft und ihrer Trennung durch den Tod. Die scheue, elternlose Unn, die vor kurzem erst in die Gegend gezogen ist, verirrt sich im Labyrinth eines gefrorenen Wasserfalls, dem titelgebenden „Eis-Schloss“, und wird nicht wiedergefunden. Die stete Erinnerung an die Freundin isoliert die eigentlich muntere Siss zusehends von der Umwelt, bis sie durch gleichaltrige Kinder wieder zum Leben zurückfindet. Ein starkes, zentrales Symbol (das Eis-Schloss), das gleichzeitig als vollkommen real gelesen werden kann, hält das Buch, das die gelungensten lyrischen Passagen des gesamten Œuvres enthält, zusammen. Der von der Kritik gefeierte Roman wurde ein Jahr darauf mit dem begehrten Literaturpreis des Nordischen Rates ausgezeichnet. Die Geldsumme, die er erhielt, stiftete Vesaas für den neugeschaffenen Tarjei-Vesaas-Debütantenpreis, mit dem bis heute in Norwegen das beste literarische Debüt eines Jahres belohnt wird.
Mehrere von Vesaas’ Romanen wurden zu seinen Lebzeiten ins Deutsche übersetzt. Die Vögel erschien 2009 in einer Neuübersetzung von Frank Zuber im Martin Wallimann Verlag. Der Berliner Guggolz-Verlag brachte in Neuübersetzungen von Hinrich Schmidt-Henkel Das Eis-Schloss (2019) und Die Vögel (2020) heraus. Diese Neuausgaben wurden von der Kritik sehr positiv aufgenommen, fanden eine große Leserschaft und trugen zu einer Renaissance von Vesaas im deutschsprachigen Raum bei. In der Folge erschienen, ebenfalls bei Guggolz und in Übersetzungen von Schmidt-Henkel, Der Keim (2023) und Frühlingsnacht (2025).

## Kurzprosa und Lyrik
Neben seinen Romanen genossen die vier Kurzprosa-Bände Vesaas’ schon früh eine besonders hohe Wertschätzung; inzwischen zählen sie zum Kanon der norwegischen Literatur. Der knappe, konzise Stil, die prosalyrische Erzählweise, die konzentrierte Komposition, die Technik der Andeutung und die immer wieder ins Spiel gebrachte symbolisch-allegorische Überhöhung kommen in seinen Kurzgeschichten besonders wirkungsvoll zur Geltung. Der 1952 publizierte Band Vindane (deutsch: Der Wind weht, wie er will) wurde mit dem Venezia-Preis für das beste europäische Buch des Jahres ausgezeichnet.
Erst als 49-Jähriger debütierte Vesaas auch als Lyriker. Nach einer traditionellen ersten Veröffentlichung (1946) überraschte er die Öffentlichkeit mit dem Band Leiken og lynet (deutsch: Das Spiel und der Blitz), der eine modernistische Formsprache aufweist und deutlich von Edith Södergran und dem deutschen Expressionismus beeinflusst ist. Viele Gedichte in diesem wie in den übrigen Lyrikbänden kreisen um das Thema Angst, das kurz nach dem Krieg besonders virulent war. Texte wie Regn i Hiroshima (deutsch: Regen in Hiroshima) zählen heute zu den Lesebuchklassikern in Norwegen.

### Primärliteratur
- Menneskebonn (Menschenkinder), Roman (1923)
- Sendemann Huskuld (Der Bote Huskuld), Roman (1924)
- Guds bustader (Gottes Wohnungen), Drama (1925)
- Grindegard. Morgonen (Grindegard. Der Morgen), Roman (1925)
- Grinde-kveld eller Den gode engelen (Grindekveld oder Der gute Engel), Roman (1926)
- Dei svarte hestane (Die schwarzen Pferde), Roman (1928)
- Klokka i haugen (Die Glocke im Hügel), Kurzprosa (1929)
- Fars reise (Vaters Reise), Roman (1930)
- Sigrid Stallbrokk, Roman, (1931)
- Dei ukjende mennene (Die unbekannten Männer), Roman (1932)
- Sandeltreet (Der Sandelbaum), Roman, (1933)
- Ultimatum (Ultimatum), Drama (1934)
- Det store spelet (Das große Spiel), Roman (1934)
- Kvinnor ropar heim (Eine Frau ruft heim), Roman (1935)
- Leiret og hjulet (Der Lehm und das Rad), Kurzprosa (1936)
- Hjarta høyrer sine heimlandstonar (Wächter seines Lebens), Roman (1938)
- Kimen (Der Keim), Roman (1940); dt. Ausgaben: (unter dem Titel Nachtwache) aus dem Norwegischen von Elisabeth Stahlschmidt, Suhrkamp Verlag, Frankfurt am Main 1964; aus dem Norwegischen von Hinrich Schmidt-Henkel; mit einem Nachwort von Michael Kumpfmüller, Guggolz Verlag, Berlin 2023, ISBN 978-3-945370-39-1
- Huset i mørkret (Das Haus in der Dunkelheit), Roman (1945)
- Bleikeplassen (Johan Tander), Roman (1946)
- Kjeldene (Die Quellen), Gedichte (1946)
- Leiken og lynet (Das Spiel und der Blitz), Gedichte (1947)
- Morgonvinden (Der Morgenwind), Drama (1947)
- Tårnet (Der Turm), Roman (1948)
- Lykka for ferdesmenn (Glück der Reisenden), Gedichte (1949)
- Signalet (Das Signal), Roman (1950)
- Vindane (Der Wind weht, wie er will), Kurzprosa (1952)
- Løynde eldars land (Land der verborgenen Feuer), Gedichte (1953)
- 21 år (21 Jahre), Drama (1953)
- Avskil med treet (Abschied vom Baum), Drama (1953)
- Vårnatt (Frühlingsnacht), Roman (1954); dt. Ausgabe übersetzt von Hinrich Schmidt-Henkel, mit einem Nachwort von Hanne Ørstavik, Guggolz Verlag 2025, ISBN 978-3-945370-49-0
- Ver ny, vår draum (Werd neu, unser Traum), Gedichte (1956)
- Fuglane (Die Vögel), Roman (1957); dt. Ausgaben: aus dem Norwegischen von Frank Zuber. Nachwort von Thomas Seiler, Wallimann, Alpnach 2009, ISBN 978-3-908713-78-4; aus dem Norwegischen von Hinrich Schmidt-Henkel; mit einem Nachwort von Judith Hermann, Guggolz Verlag 2020, ISBN 978-3-945370-28-5
- Ein vakker dag (Ein schöner Tag), Kurzprosa (1959)
- Brannen (Der Brand), Roman (1961)
- Is-slottet (Das Eis-Schloss), Roman (1963); dt. Ausgaben: aus dem Norwegischen von Albrecht Leonhardt, Hinstorff Verlag, Rostock 1966, Neuausgabe 1978; aus dem Norwegischen von Hinrich Schmidt-Henkel; mit einem Nachwort von Doris Lessing, Guggolz Verlag, Berlin 2019, ISBN 978-3-945370-21-6
- Bruene (Drei Menschen), Roman (1966)
- Båten om kvelden (Boot am Abend), Roman, (1968)
- Liv ved straumen (Leben am Strom), Gedichte (postum 1970)
- Huset og fuglen (Das Haus und der Vogel), Texte und Bilder 1919–1969 (postum 1971)

### Sekundärliteratur
- Walter Baumgartner, Tarjei Vesaas. Eine ästhetische Biographie, Neumünster: Wachholtz, 1976. ISBN 3-529-03305-7
- Kenneth G. Chapman, Tarjei Vesaas, New York: Twayne, 1970
- Steinar Gimnes (Hg.), Kunstens fortrolling. Nylesingar i Tarjei Vesaas' forfattarskap, Oslo: LNU/Cappelen, 2002. ISBN 82-02-19659-0
- Frode Hermundsgård, Child of the Earth. Tarjei Vesaas and Scandinavian Primitivism, New York: Greenwood, 1989. ISBN 0-313-25944-5
- Øystein Rottem, Modernisme med humanistisk ansikt, in: Edvard Beyer (Hg.), Norges Litteraturhistorie, 8 Bde., Bd. 6, Oslo 1995, S. 142–163
- Olav Vesaas, Løynde land. Ei bok om Tarjei Vesaas, Oslo: Cappelen, 1995. ISBN 82-02-12939-7

## Verfilmungen
- 1951 – Dei svarte hestane – Regie: Hans Jacob Nilsen / Sigval Maartmann-Moe
- 1968 – Żywot Mateusza (Fuglane) – Regie: Witold Leszczyński
- 1974 – Kimen – Regie: Erik Solbakken
- 1976 – Vårnatt – Regie: Erik Solbakken
- 1987 – Is-slottet – Regie: Per Blom
- 2019 – Fuglane – Anders T. Andersen